# Ellora Patnaik
Ellora Patnaik, née le 5 septembre 1968 à Toronto (Ontario), est une actrice et danseuse canadienne.

## Filmographie

### Cinéma
- 2000 : Tapish : Lajwati "Laji"
- 2003 : Spinning Boris : une masseuse balinaise
- 2007 : Amal : Directrice du poker
- 2008 : Toronto Stories : Caroline[1]
- 2020 : Kitty Mammas : Helen

### Télévision

#### Séries télévisées
- 2000 : The 7th Portal : Imitatia / Anna Nehue (voix)
- 2003 : Méthode Zoé : une expert en assurances
- 2004 : Sue Thomas, l'oeil du FBI : une infirmière (2 épisodes)
- 2007 : Maléfiques : une infirmière (2 épisodes)
- 2008 : M.V.P. : une hôtesse
- 2009 : Les vies rêvées d'Erica Strange : une infirmière
- 2009 : The Line : Nikki
- 2010 : Cra$h & Burn : un chauffeur
- 2011 : Degrassi: La Nouvelle Génération : Jyoti Mehta
- 2012 : Beauty and the Beast : une infirmière
- 2016 : Orphan Black : Technicienne d'ultrasons
- 2016 : American Gothic : Dr. Donna Stanhope
- 2016 : Ride : Madhu (5 épisodes)
- 2016 : Conviction : Dr. Lorraine Maltin
- 2017–2020 : Kim's Convenience : Angeli Mehta (9 épisodes)[2]
- 2017 : The Expanse : Ashanti
- 2017 : Les enquêtes de Murdoch : Padma Banerjee
- 2018 : Imposters : Dr. Grady
- 2018 : Condor : une femme
- 2018 : Guilt Free Zone : Veena
- 2019 : Coroner : Richie Singh
- 2019 : Talent Drivers : la manager du Sex Shop
- 2019 : De celles qui osent : Priya
- 2019 : Titans : Agent de la billetterie
- 2019 : Hudson et Rex : Deena Roy
- 2020 : Spinning Out : Dr. Latner
- 2020 : Bienvenue à Schitt's Creek : la directrice des pompes funèbres
- 2020 : Nurses : Aalia Khan (2 épisodes)
- 2020 : The Wedding Planners : Deb
- 2021 : Ginny & Georgia : Bhanu (4 épisodes)
- 2021 : Sort Of : Raffo (6 épisodes)[3]

#### Téléfilms
- 1998 : My Own Country : Rajani Verghese
- 2003 : Maison à louer pour cœur à prendre : une jeune femme
- 2005 : Riding the Bus with My Sister : une fille dans le bus
- 2016 : Ma jumelle diabolique : Détective Morse
- 2018 : Le gala de Noël : Beverly
- 2020 : Too Close for Christmas : Kim

### Jeux vidéos
- 2014 : Far Cry 4 (voix)
- 2016 : Far Cry Primal (voix)